# 구루장
구루장(顧汝章, 고여장, 1894년 ~ 1952년)은 20세기 초 중국의 무예가(武藝家)이다.

## 생애

### 일생
청년 시절에는 일명 뤄샤오퉁(羅小冬, 나소동)으로 불린 그는 청 제국 장쑤성 옌청 부 푸닝 구역의 한족 집안에서 구리즈(顧利之, 고이지(고리지), 자(字)는 젠청(堅誠, 견성))의 슬하 4남 1녀 중 장남이자 첫째로 출생하였다. 어릴 때부터 당시 지배주류층 이민족이었던 만주족(滿洲族)의 억압을 뼈저리게 느끼다가 아버지를 따라 무예(武藝)를 연마하며 아버지·어머니와 형제자매들을 비롯한 일가족들을 따라 중국 대륙 본토의 주요 각지를 유랑하는 유소년기를 보내다가 청나라 광둥 성 광저우(廣州)에 사실상 정착하였다.
물론 광저우에 사실상 정착하였지만 청 제국이 멸망한 이후에도 광저우에 공식성 정주는 하지 못한 채 무예 수련을 위한 지역 주행을 하는 등 간헐성 유랑을 하던 그는 청년 시절 초기에 중화민국 만주 지방인 펑톈 성 펑톈과 중화민국 산둥성 지난에서 소림권 무예(小林拳 武藝) 수련을 하였고 이후 중화민국 광둥성 광저우에서 무예가로 명성을 날렸으며 한때 1929년부터 이듬해 1930년까지는 중국국민당 특임훈시위원을 역임하였고 1949년부터 이듬해 1952년까지 중국공산당 특임훈시위원을 역임하였다.

### 사망
1952년 중화인민공화국 구이저우성 구이양에서 만성 폐렴 투병 끝에 향년 58세로 사망하였다.

## 같이 보기
- 황페이훙
- 훠위안자
- 모구이란
- 예원
- 브루스 리
- 청룽
- 리롄제
- 전쯔단